# Jelošnik
Jelošnik (makedonsky: Јелошник) je vysídlená vesnice v Severní Makedonii. Nachází se v opštině Tearce v Položském regionu.
Při sčítání lidu v roce 2002 a 2021 se zde nikdo nepřihlásil k trvalému pobytu. Vesnice byla vysídlena po druhé světové válce.